# سهمية هرية
السهمية الهرية (بالإنجليزية: Toxocara cati)‏ تتوزع هذه الطفيليات في جميع أنحاء العالم، تصيب القطط وغيرها من السنوريات الأخرى وهي واحدة من الديدان الأكثر شيوعا لدى القطط. الديدان البالغة تعيش في أمعاء المضيف.
تكون العدوى من غير أعراض واضحة لدى القطط الكبيرة، مع ذلك يمكن للإصابات الكبيرة في القطط الصغيرة أن تكون قاتلة.